# Synagoga w Korycinie
Synagoga w Korycinie – nieistniejąca, drewniana synagoga znajdująca się w Korycinie przy ulicy Białostockiej.
Synagoga została zbudowana w połowie XIX wieku. W jednym z pomieszczeń mieścił się również cheder. Podczas II wojny światowej, po wkroczeniu w 1941 roku wojsk niemieckich do Korycina synagoga została rozebrana. Jej fundamenty zostały użyte do brukowania lokalnych ulic.
Drewniany budynek synagogi wzniesiono na planie prostokąta o wymiartach 8,5 na 12 metrów. Wewnątrz we wschodniej części znajdowała się główna sala modlitewna, do której wchodziło się przez przedsionek, nad którym na piętrze znajdował się babiniec. Sala główna była oświetlana dziesięciona wysokimi, półokrągle zakończonymi okanmi. Całość była nakryta dachem dwuspadowym.    